# 単離
単離（たんり）とは、様々なものが混合している状態にあるものから、その中の特定の要素のみを取り出すことである。
化学的には、混合物から純物質を物理化学的原理に基づいて分離する操作のことを指す。
代表的な操作方法として蒸留法、再結晶法、昇華法、ゾーン融解法、クロマトグラフィー法、光学分割法、限外濾過法、ガス拡散法がある。
実際には分離したい純物質間の物理化学的特性を考慮して、これらの方法を単独で用いたり、複数組み合わせて単離を行うことになる。
たとえば石油からヘキサンを単離する場合は、結晶化が困難なので蒸留を採用することになる。
または砂糖と食塩の混合物ならば、砂糖は熱分解して分離できないので再結晶法が選択される。
生物学でも同様な意味で使われることもある。しかし、細胞の中から細胞器官をより分ける場合、微生物群集から、特定の微生物を取り出す（分離・あるいは純粋培養）操作のことをいう例もある。細胞小器官の単離には遠心分離など、化学とは異なる手法もある。
化学種によっては、不安定などの理由で単離が困難、あるいは単離が不可能なものも存在する。例えば、炭酸（基本的に水溶液中にのみ存在、遊離酸は非常に不安定）や炭酸水素カルシウム（水溶液中にのみ存在）などである。